# Beethoven (película)
Beethoven es una película estadounidense de 1992 dirigida por Brian Levant y protagonizada por Charles Grodin y Bonnie Hunt. El guion fue escrito por John Hughes (bajo el pseudónimo de Edmundo Dantés) y Amy Holden Jones.
La película, dirigida a un público familiar o infantil, recibió críticas mixtas por parte de la prensa especializada, aunque fue un éxito en taquilla al recaudar más de 147 millones de dólares. Asimismo, inauguró una franquicia a la que le siguieron cinco películas y una serie animada sobre el perro Beethoven.

## Sinopsis
Tras el robo a una tienda de mascotas, un cachorro de San Bernardo consigue escapar de sus captores y se queda dormido en un contenedor de basura de un vecindario de Los Ángeles. A la mañana siguiente se infiltra en la casa de la familia Newton y, cuando lo descubren, la madre Alice Newton (Bonnie Hunt) y sus hijos Ryce (Nicholle Tom), de 14 años, Ted (Christopher Castile), de 10 años, y Emily Newton (Sarah Rose Karr), de 6 años, se alegran por tener una mascota, a excepción del padre George Newton (Charles Grodin), a quien no le convence la idea de tener un perro en su casa. Sin embargo, por insistencia de la familia, George acepta. En la noche, cuando todos están decidiendo qué nombre ponerle, Emily toca en el piano un fragmento de la 5.ª sinfonía de Ludwig van Beethoven que al perro le gusta, por lo que terminan llamándolo como el compositor alemán.
Aunque Beethoven causa muchas molestias a George, trae a la familia la gran felicidad que siempre han deseado. Durante el transcurso de la película, Beethoven ayuda a los diferentes integrantes de la familia: Ryce, quien está enamorada del jugador estrella de baloncesto de su escuela Mark, logra que él se interese por ella gracias a la ayuda de Beethoven, que también protege a Ted de unos abusadores y salva la vida a Emily cuando estaba a punto de ahogarse después de haber caído accidentalmente a una piscina.
Por otro lado, George trata de impresionar a Brad (David Duchovny) y Brie (Patricia Heaton), los ejecutivos de una empresa rival, para convencerlos de invertir en su negocio, los Ambientadores de Automóviles Newton. George está emocionado por asociarse con ellos creyendo que esto hará millonaria su empresa, cuando en realidad los ejecutivos al ver la rentabilidad potencial del negocio de George, tratan de absorber la compañía a través de un documento con algunas "pequeñas letras" en el contrato. Durante una reunión en la casa de los Newton, cuando George está a punto de firmar el documento con Brad y Brie, Beethoven escucha que los ejecutivos planean engañarlo y acabar con la empresa de su dueño, por eso envuelve su correa alrededor de la mesa y sillas de pícnic donde están Brad y Brie, y le desvía la mano a George del contrato. Luego Beethoven se le acerca a Brad y él le lanza una pelota para que se vaya y al salir tras ella, Beethoven arrastra a los empresarios por toda la calle. Esa noche, George enfurecido porque Beethoven ha arruinado su reunión, declara que lo quiere fuera de su familia pero Alice, en defensa del perro, le dice que está orgullosa de él porque no confiaba en ellos, dado que se burlaron de ella y sus hijos y que el perro fue el único que les dio su merecido.
Días después, un veterinario llamado Herman Varnick quien quiere acabar con el perro visita el hogar de los Newton con el pretexto de hacer un examen de seguimiento de Beethoven puesto que días atrás, el perro estuvo en su consultorio. Su plan es hacerle creer a George un "ataque" de Beethoven hacia él, para esto mancha su brazo de sangre y también el hocico del perro golpeando al animal para provocarlo y que este lo ataque, mientras Emily lo observa todo desde la ventana de su habitación. Cuando consigue lo que planeó y la familia va hacia él, afirma que poco le faltó a Beethoven para arrancarle el brazo. Emily, que vio a Varnick golpear a Beethoven, alega que él está mintiendo y que ella había visto como estaba haciendo su despiadado plan. Varnick advierte a George que si no lleva al perro a su veterinaria para sacrificarlo interpondrá una demanda en su contra y George, temiendo por la seguridad de su familia y una posible demanda, se lleva a Beethoven con él. Mientras lo llevaba en su auto, el muestra tristeza y le revela que cuando era niño su padre mandó a sacrificar a su perro y que nunca se lo perdonó y ahora él está haciendo lo mismo con sus hijos, muy a su pesar, mostrando empatía por Beethoven por primera vez desde que llegó a la casa.
Más tarde, después de llegar a la casa, nota el doloroso nivel de tristeza de sus hijos, en especial de Emily al llamarlo "asesino". Esa noche, después de hablar con Alice, George tiene un cambio de actitud y por eso toda la familia se dirige a la oficina del Doctor Varnick para investigar el incidente y de paso rescatar a Beethoven. Al llegar al consultorio de Varnick, él les dice que Beethoven ya ha sido sacrificado. Entre la ira y la sorpresa de la familia, George le recordó a Varnick que el procedimiento estaba programado al día siguiente, pero Ryce no le cree al veterinario e irrumpe en su oficina buscando a Beethoven. En medio del forcejeo, George ve que Varnick no tiene marcas de mordidas en su brazo determinando que el ataque fue fingido y ratificando lo dicho por Emily. George, al saber lo que hizo Varnick, le da un puñetazo en la cara, haciéndolo caer en una de las jaulas en la zona de residencia canina ubicada en la parte trasera de la clínica donde Beethoven estuvo encerrado, para gran sorpresa de su familia.
Posteriormente, los Newton siguen a Varnick hasta sus instalaciones secretas, donde tiene previsto no sólo sacrificar a Beethoven sino también probar varias inyecciones químicas en los perros más pequeños, y de paso le ordena a sus cómplices eliminar toda la evidencia que los incrimina. Al llegar a la bodega, George decide ir por el perro y deja a Alice con los niños diciéndoles que si en 15 minutos no ha salido del lugar llamen a la policía y que no intenten seguirlo. Ya dentro del lugar, George ve a través de la claraboya de la instalación que Varnick junto con sus cómplices Vernon y Harvey están junto a Beethoven, y decide entrar saltando desde el techo para salvar a Beethoven y los otros perros. Varnick al ver a George intenta dispararle, pero es mordido en la entrepierna por Sparky, el perro amigo de Beethoven y en el forcejeo se le escapa un disparo al aire. Al oír el tiro desde afuera, Ted aprovecha que su madre ha ido a llamar a la policía y decide manejar el auto con sus hermanas dentro del vehículo hasta la bodega derribando todo a su paso, incluyendo la bandeja de inyecciones que Varnick iba a probar con los perros, haciendo que éstas se le claven en su pecho dejándolo sedado. Alice llega corriendo al lugar detrás del auto y todos liberan a los otros perros. Luego, Ted les dice a los perros rescatados que vayan tras los dos cómplices de Varnick, pero al escapar de la persecución saltando la reja del depósito de chatarra, se encuentran de frente con cuatro perros guardianes en el interior del depósito y son atacados por ellos. Tiempo más tarde, en las noticias dan el reportaje sobre el fin de los secuestros caninos en la ciudad, en donde se notifica que el Doctor Herman Varnick será procesado por 123 cargos de abuso hacia los animales junto con sus 2 secuaces que salen del juzgado detenidos y acusados, y de paso con puntos de sutura y vendajes debido al ataque de los perros del depósito.
Luego los Newton aparecen en el mismo reportaje entrevistados como testigos del juicio de Varnick y sus cómplices. Esa noche, cuando todos se disponían a dormir, George recibe una llamada de Mark, el chico del que Ryce está enamorada, luego le pasa el teléfono a ella y le pide que salga con él, mientras que George y Alice se van a dormir junto a Beethoven y a todos los perros que trajeron a casa desde las instalaciones de Varnick.

## Reparto
- Charles Grodin es George Newton.
- Bonnie Hunt es Alice Newton.
- Nicholle Tom es Ryce Newton.
- Christopher Castile es Ted Newton.
- Sarah Rose Karr es Emily Newton.
- Dean Jones as Dr. Herman Varnick.
- David Duchovny es Brad.
- Patricia Heaton es Brie.
- Oliver Platt es Harvey.
- Stanley Tucci es Vernon.
- Laurel Cronin es Devonia Pest.
- Nancy Fish es Srta. Grundel.

### Doblaje
Los Ángeles, EE.UU.
| Personaje                   | Actor original      | Actor de doblaje  |
| --------------------------- | ------------------- | ----------------- |
| George Newton               | Charles Grodin      | Roberto Alexander |
| Alice Newton                | Bonnie Hunt         | Marcela Bordes    |
| Ted Newton                  | Christopher Castile | Erika Robledo     |
| Herman Varnick, D.V.M.      | Dean Jones          | Victor Mares      |
| Niñera                      | Laurel Cronin       | Guadalupe Romero  |
| Dueña del almacén de perros | Melora Walters      | Rocío Robledo     |

 España
| Personaje                   | Actor original      | Actor de doblaje     |
| --------------------------- | ------------------- | -------------------- |
| George Newton               | Charles Grodin      | Antonio García Moral |
| Alice Newton                | Bonnie Hunt         | Rosa María Hernández |
| Ted Newton                  | Christopher Castile | Ana Pallejá          |
| Emily Newton                | Sarah Rose Karr     | Marta Barbará        |
| Ryce Newton                 | Nicholle Tom        | Graciela Molina      |
| Herman Varnick, D.V.M.      | Dean Jones          | Francisco Garriga    |
| Niñera                      | Laurel Cronin       | Mercedes Pastor      |
| Dueña del almacén de perros | Melora Walters      | Ariadna de Guzmán    |

## Secuelas
- Beethoven 2: La familia crece
- Beethoven 3: De excursión con la familia
- Beethoven 4: Enredo en la familia
- Beethoven 5: el perro buscatesoros
- Beethoven 6: Estrella de Hollywood
- Beethoven: Aventura de Navidad
- Beethoven y el tesoro del pirata